# 29307 Torbernbergman
A 29307 Torbernbergman (ideiglenes jelöléssel 1993 TB39) a Naprendszer kisbolygóövében található aszteroida. Eric Walter Elst fedezte fel 1993. október 9-én.
A kisbolygót Torbern Bergman (1735–1784) svéd kémikusról nevezték el.